# Pinchas Żarczyński
Pinchas Filip Żarczyński (ur. 28 marca 1981 w Warszawie) – polsko-izraelski rabin, w latach 2008–2010 rabin pomocniczy Gminy Wyznaniowej Żydowskiej w Warszawie.

## Życiorys
Urodził się w Warszawie. Gdy miał cztery lata, wraz z rodziną wyemigrował do Izraela. Ukończył liceum o profilu informatycznym w Jerozolimie, a następnie odbył służbę wojskową w jednostce przeciwpancernej – początkowo jako kierowca, a potem jako nawigator i szkoleniowiec. Po ukończeniu służby wojskowej studiował architekturę. Jako radny jerozolimskiej dzielnicy Kiriat Menahem był odpowiedzialny za ochronę środowiska i szkolnictwo.
Studiował w jesziwie Machon Meir w Jerozolimie i następnie w Beren-Amiel Institute – Ohr Torah Stone w Efracie, gdzie został przygotowany do pracy w diasporze. W sierpniu 2008 jako emisariusz organizacji Shavei Israel przybył do Warszawy i objął stanowisko rabina pomocniczego Gminy Wyznaniowej Żydowskiej w Warszawie. W sierpniu 2010 opuścił Warszawę.
Jest żonaty z Rebeką z domu Veres (ur. 1983), ma syna Itzchara (ur. 26 października 2008).